# Districtul Krong Pinang
Krong Pinang (în thailandeză กรงปินัง) este un district (Amphoe) din provincia Yala, Thailanda, cu o populație de 22.411 locuitori și o suprafață de 191,0 km².

## Componență
Districtul este subdivizat în 4 subdistricte (tambon), care sunt subdivizate în 23 de sate (muban).
| Nr. | Nume          | În thailandeză | Sate | Locuitori |  |
| --- | ------------- | -------------- | ---- | --------- |  |
| 1.  | Krong Pinang  | กรงปินัง         | 9    | 9286      |  |
| 2.  | Sa-e          | สะเอะ          | 5    | 5757      |  |
| 3.  | Huai Krathing | ห้วยกระทิง       | 4    | 3334      |  |
| 4.  | Purong        | ปุโรง           | 4    | 4034      |  |

1. ↑  Royal Decree Establishing Amphoe Krong Pinang (PDF)